# Nadine Daviaud
Pour les articles homonymes, voir Daviaud.
Nadine Daviaud est une ancienne pongiste française. Née le 31 juillet 1960, cette nanto-vendéenne d'origine a été l'une des meilleures pongistes de l'Hexagone dans les années 1980.
En remportant à 19 ans son premier titre de championne de France (en double avec Patricia Germain), la pongiste se révèle et est appelée en équipe de France avec laquelle elle remporte les Jeux méditerranéens dès sa première année internationale. Elle a fait ses débuts au club de l'Amicale Laïque de Bruz où elle s'est révélée avec sa partenaire d'alors, Patricia Germain.

## Palmarès
- Championne de France élite en simple en 1979, 1980, 1982 et 1987.
- Vice-championne de France élite en 1976 à l'âge de 16 ans, battue en finale par Brigitte Thiriet.
- Championne de France en double en 1978 et 1979 avec Patricia Germain puis en 1984 et 1985 avec Muriel Monteux.
- Championne de France en double mixte en 1984 avec Bruno Parietti.
- Championne de France de par équipes avec l'Amicale Laïque de Bruz en 1980, 1981, 1983 et 1984, puis avec l'US Kremlin Bicêtre en 1987 et 1988.
- Vainqueur avec l'équipe de France des Jeux méditerranéens de 1979.